# タイ・リーグ1
タイ・リーグ1（タイ語: ไทยลีก1, 英語: Thai League 1, 略称: T1）は、タイ王国におけるプロサッカーの最上位リーグである。スポンサーである比亜迪汽車の車種名を冠し、BYD シーライオン6リーグ1（英語: BYD Sealion 6 League 1）とも呼ばれる。

## 歴史
タイ・プレミアリーグが創設されるまで、タイのクラブサッカーにおいてはトーナメント戦のコー・ロイヤルカップ（1916-1995）が最高レベルの大会だった。タイ・プレミアリーグはタイサッカー協会（FAT）により1996年に発足し、それまでコー・ロイヤル・カップに参加していた18クラブが名を連ねた。この最初のシーズンのみ、リーグ戦のあとに上位4クラブによるチャンピオンシッププレーオフを実施して優勝クラブを決めた。
2007年、プロ・リーグ1がプレミアリーグとタイ・ディヴィジョン1リーグに統合された。この年からクラブ数が16クラブに増えた。2011年、クラブ数が18クラブに増えた。2012年2月17日、Jリーグとパートナーシップ協定を締結した。
2017年にタイ・リーグのリブランディングが行われ、タイ・プレミアリーグはタイ・リーグ1に改名した。2019年からクラブ数を16クラブに減らすため、2018シーズンに限り5クラブがタイ・リーグ2に降格することとなった。
2020年、COVID-19パンデミックによって4節消化時点でリーグを一旦中断。４月14日にタイ・リーグ1およびタイ・リーグ2のクラブ代表者による会議で、9月再開翌年5月閉幕とする秋春制への移行を決定した。また、AFCチャンピオンズリーグ2021の出場権は2020年末時点でのリーグ戦上位4クラブに与えられることが決まり、グループステージから参加の2クラブがBGパトゥム・ユナイテッドFCとポートFCに、プレーオフラウンドから参加の2クラブがチェンライ・ユナイテッドFCとラーチャブリー・ミトポンFC（いずれも後にグループステージからの参加に変更）となった。

## 大会形式
全16クラブが参加し、各チーム2回戦総当たりで行われる。上位2クラブはAFCチャンピオンズリーグ・グループリーグ出場権、3位、4位クラブはプレーオフの出場権を獲得する。下位3クラブはタイ・リーグ2に降格する。

## リーグ名の変遷
| シーズン        | リーグ名 | スポンサー                                           |
| --------------- | --- | ---------------------------------------------------- |
| 1996-1997       | ジョニー・ウォーカー・タイランド・サッカーリーグ (จอห์นนี วอล์กเกอร์ ไทยแลนด์ ซอกเกอร์ลีก / Johnnie Walker Thailand Soccer League) | ジョニー・ウォーカー                                 |
| 1998-2000       | カルテックス・プレミアリーグ (คาลเท็กซ์ พรีเมียร์ลีก / Caltex Premier League)                                                     | カルテックス                                         |
| 2001/02-2002/03 | GSMタイ・リーグ (จีเอสเอ็ม ไทยลีก / GSM Thai League)                                                                           | アドバンスト・インフォ・サービス                     |
| 2003/04-2004/05 | タイ・リーグ (ไทยลีก / Thai League)                                                                                          | -                                                    |
| 2006-2008       | タイランド・プレミアリーグ (ไทยแลนด์ พรีเมียร์ลีก / Thailand Premier League)                                                     | -                                                    |
| 2009            | タイ・プレミアリーグ (ไทยพรีเมียร์ลีก / Thai Premier League)                                                                    | -                                                    |
| 2010-2012       | スポンサー・タイ・プレミアリーグ (Sponsor Thai Premier League)                                                              | スポンサー                                           |
| 2013-2015       | トヨタ・タイ・プレミアリーグ (Toyota Thai Premier League)                                                                   | トヨタ・モーター・タイランド（トヨタ自動車タイ法人） |
| 2016-2021       | トヨタ・タイ・リーグ (Toyota Thai League)                                                                                   | トヨタ・モーター・タイランド                         |
| 2022-2025       | ハイラックス・レボ・タイ・リーグ (Hirux Revo Thai League)                                                                   | トヨタ・モーター・タイランド                         |
| 2025-現在       | BYDシーライオン6リーグ1 (BYD SEALION 6 League 1)                                                                            | 比亜迪汽車                                           |

## 所属クラブ
2025–26シーズン
| チーム名                           | ホームタウン                 | ホームスタジアム                                | 前年成績         |
| ---------------------------------- | ---------------------------- | ----------------------------------------------- | ---------------- |
| ブリーラム・ユナイテッド           | ブリーラム県                 | チャーン・アリーナ                              | T1優勝           |
| TRUEバンコク・ユナイテッド         | バンコク                     | TRUEスタジアム                                  | 同2位            |
| BGパトゥム・ユナイテッド           | パトゥムターニー県           | BGスタジアム                                    | 同3位            |
| ラーチャブリー                     | ラーチャブリー県             | ラーチャブリー・スタジアム                      | 同4位            |
| ポート                             | バンコク                     | PATスタジアム                                   | 同5位            |
| ムアントン・ユナイテッド           | ノンタブリー県               | サンダードーム・スタジアム                      | 同6位            |
| プラチュワップ                     | プラチュワップキーリーカン県 | サム・アオ・スタジアム                          | 同7位            |
| ラムプーン・ウォリアー             | ラムプーン県                 | ラムプーン・ウォリアー・スタジアム              | 同8位            |
| ウタイターニー                     | ウタイターニー県             | ウタイターニー県競技場                          | 同9位            |
| スコータイ                         | スコータイ県                 | タレー・ルアン・スタジアム                      | 同10位           |
| チェンライ・ユナイテッド           | チエンラーイ県               | チェンライ・ユナイテッド・スタジアム            | 同11位           |
| ラヨーン                           | ラヨーン県                   | WHAラヨーン・スタジアム                         | 同12位           |
| ナコーンラーチャシーマー・マツダFC | ナコーンラーチャシーマー県   | 80周年記念スタジアム                            | 同13位           |
| チョンブリーFC                     | チョンブリー県               | チョンブリー・ダイキンスタジアム                | T2優勝           |
| アユタヤ・ユナイテッドFC           | アユタヤ市                   | アユタヤPAOスタジアム                           | T2同2位          |
| カーンチャナブリー・パワーFC       | カーンチャナブリー県         | カーンチャナブリー・スタジアム ''蓮の花びら場'' | T2プレイオフ優勝 |

## 歴代優勝クラブ
| シーズン | 優勝                                             | 準優勝                                           | 3位                                    | クラブ数 |
| -------- | ------------------------------------------------ | ------------------------------------------------ | -------------------------------------- | -------- |
| 1996-97  | バンコク・バンク                                 | ストック・エクスチェンジ・オブ・タイランド       | TOT                                    | 18       |
| 1997     | ロイヤル・タイ・エアフォース                     | シンタナ                                         | バンコク・バンク                       | 12       |
| 1998     | シンタナ                                         | ロイヤル・タイ・エアフォース                     | BECテロ・サーサナ                      | 12       |
| 1999     | ロイヤル・タイ・エアフォース                     | ポート・オーソリティ・オブ・タイランド           | BECテロ・サーサナ                      | 12       |
| 2000     | BECテロ・サーサナ                                | ロイヤル・タイ・エアフォース                     | タイ・ファーマーズ・バンク             | 12       |
| 2001-02  | BECテロ・サーサナ                                | オーソットサパー                                 | バンコク・バンク                       | 12       |
| 2002-03  | クルン・タイ・バンク                             | BECテロ・サーサナ                                | ポート・オーソリティ・オブ・タイランド | 10       |
| 2003-04  | クルン・タイ・バンク                             | BECテロ・サーサナ                                | オーソットサパー                       | 10       |
| 2004-05  | タバコ・モノポリー                               | プロヴィンシャル・エレクトリシティ・オーシリティ | オーソットサパー                       | 10       |
| 2006     | バンコク・ユニヴァーシティ                       | オーソットサパー                                 | BECテロ・サーサナ                      | 12       |
| 2007     | チョンブリー                                     | クルン・タイ・バンク                             | BECテロ・サーサナ                      | 16       |
| 2008     | プロヴィンシャル・エレクトリシティ・オーソリティ | チョンブリー                                     | BECテロ・サーサナ                      | 16       |
| 2009     | ムアントン・ユナイテッド                         | チョンブリー                                     | バンコク・グラス                       | 16       |
| 2010     | ムアントン・ユナイテッド                         | ブリーラムPEA                                    | チョンブリー                           | 16       |
| 2011     | ブリーラムPEA                                    | チョンブリー                                     | ムアントン・ユナイテッド               | 18       |
| 2012     | ムアントン・ユナイテッド                         | チョンブリー                                     | BECテロ・サーサナ                      | 18       |
| 2013     | ブリーラム・ユナイテッド                         | ムアントン・ユナイテッド                         | チョンブリー                           | 18       |
| 2014     | ブリーラム・ユナイテッド                         | チョンブリー                                     | BECテロ・サーサナ                      | 20       |
| 2015     | ブリーラム・ユナイテッド                         | ムアントン・ユナイテッド                         | スパンブリー                           | 18       |
| 2016     | ムアントン・ユナイテッド                         | バンコク・ユナイテッド                           | バンコク・グラス                       | 18       |
| 2017     | ブリーラム・ユナイテッド                         | ムアントン・ユナイテッド                         | バンコク・ユナイテッド                 | 18       |
| 2018     | ブリーラム・ユナイテッド                         | バンコク・ユナイテッド                           | ポート                                 | 18       |
| 2019     | チェンライ・ユナイテッド                         | ブリーラム・ユナイテッド                         | ポート                                 | 16       |
| 2020-21  | BGパトゥム・ユナイテッド                         | ブリーラム・ユナイテッド                         | ポート                                 | 16       |
| 2021-22  | ブリーラム・ユナイテッド                         | BGパトゥム・ユナイテッド                         | バンコク・ユナイテッド                 | 16       |
| 2022-23  | ブリーラム・ユナイテッド                         | バンコク・ユナイテッド                           | ポート                                 | 16       |
| 2023-24  | ブリーラム・ユナイテッド                         | バンコク・ユナイテッド                           | ポート                                 | 16       |
| 2024-25  | ブリーラム・ユナイテッド                         | バンコク・ユナイテッド                           | BGパトゥム・ユナイテッド               | 16       |

## クラブ別優勝回数
| クラブ                     | 優勝 | 準優勝 | 優勝年度                                                                     |
| -------------------------- | ---- | ------ | ---------------------------------------------------------------------------- |
| ブリーラム・ユナイテッド   | 11   | 4      | 2008, 2011, 2013, 2014, 2015, 2017, 2018, 2021-22, 2022-23, 2023-24, 2024-25 |
| ムアントン・ユナイテッド   | 4    | 3      | 2009, 2010, 2012, 2016                                                       |
| エアフォース・ユナイテッド | 2    | 2      | 1997, 1999                                                                   |
| ポリス・テロ               | 2    | 2      | 2000, 2001-02                                                                |
| クルン・タイ・バンク       | 2    | 1      | 2002-03, 2003-04                                                             |
| チョンブリー               | 1    | 5      | 2007                                                                         |
| バンコク・ユナイテッド     | 1    | 3      | 2006                                                                         |
| BBCU                       | 1    | 1      | 1998                                                                         |
| バンコク・バンク           | 1    | 0      | 1996-97                                                                      |
| TTMチエンマイ              | 1    | 0      | 2004-05                                                                      |
| チェンライ・ユナイテッド   | 1    | 0      | 2019                                                                         |
| BGパトゥム・ユナイテッド   | 1    | 0      | 2020-21                                                                      |

## 歴代得点王
| シーズン | 国籍                        | 選手                                                  | 所属クラブ                                                      | 得点 |
| -------- | --------------------------- | ----------------------------------------------------- | --------------------------------------------------------------- | ---- |
| 1996-97  | タイ王国の旗                | アンポルン・アンパルンスワン                          | TOT                                                             | 21   |
| 1997     | タイ王国の旗                | ワラウート・スリマカ                                  | BECテロ・サーサナ                                               | 17   |
| 1998     | タイ王国の旗                | ロンチャイ・サヨムチャイ                              | タイ・ポートFC                                                  | 23   |
| 1999     | タイ王国の旗                | スティー・スックソムギット                            | タイ・ファーマーズ・バンクFC                                    | 13   |
| 2000     | タイ王国の旗                | スティー・スックソムギット                            | タイ・ファーマーズ・バンクFC                                    | 16   |
| 2001-02  | タイ王国の旗 · タイ王国の旗 | ワラウート・スリマカ ピティポン・クルディロック       | BECテロ・サーサナ タイ・ポートFC                                | 12   |
| 2002-03  | タイ王国の旗                | サラーユット・チャイカムディー                        | タイ・ポートFC                                                  | 12   |
| 2003-04  | タイ王国の旗                | ヴィモル・ヤンカム                                    | オーソットサパー                                                | 14   |
| 2004-05  | タイ王国の旗 · タイ王国の旗 | スパキット・ジナジャイ サラーユット・チャイカムディー | プロヴィンシャル・エレクトリシティ・オーソリティ タイ・ポートFC | 10   |
| 2006     | タイ王国の旗                | ピパット・トンカンヤー                                | BECテロ・サーサナ                                               | 12   |
| 2007     | ブラジルの旗                | ネイ・ファビアーノ                                    | タイ・タバコ・モノポリー                                        | 18   |
| 2008     | タイ王国の旗                | アーノン・サンサノイ                                  | BECテロ・サーサナ                                               | 20   |
| 2009     | タイ王国の旗                | アーノン・サンサノイ                                  | BECテロ・サーサナ                                               | 18   |
| 2010     | カメルーンの旗              | ケンネ・ルドヴィック                                  | パタヤ・ユナイテッド                                            | 17   |
| 2011     | カメルーンの旗              | フランク・オハンザ                                    | ブリーラムPEA                                                   | 19   |
| 2012     | ブラジルの旗 · タイ王国の旗 | クレイトン・シウバ ティーラシン・デーンダー           | BECテロ・サーサナ ムアントン・ユナイテッド                      | 24   |
| 2013     | スペインの旗                | カルメロ・ゴンサレス                                  | ブリーラム・ユナイテッド                                        | 23   |
| 2014     | ブラジルの旗                | ヘベルチ                                              | ラーチャブリー                                                  | 26   |
| 2015     | ブラジルの旗                | ジオゴ                                                | ブリーラム・ユナイテッド                                        | 33   |
| 2016     | ブラジルの旗                | クレイトン・シウバ                                    | ムアントン・ユナイテッド                                        | 27   |
| 2017     | モンテネグロの旗            | ドラガン・ボスコヴィッチ                              | バンコク・ユナイテッド                                          | 38   |
| 2018     | ブラジルの旗                | ジオゴ                                                | ブリーラム・ユナイテッド                                        | 34   |
| 2019     | ギニアの旗                  | ロンサナ・ドゥンブヤ                                  | トラート                                                        | 20   |
| 2020-21  | ブラジルの旗                | バーロス・タルデッリ                                  | サムットプラーカーン・シティ                                    | 25   |
| 2021-22  | ブラジルの旗                | ハミルトン・ソアレス                                  | ノーンブワ・ピッチャヤ                                          | 19   |
| 2022-23  | タイ王国の旗                | スパチャイ・ジャイデッド                              | ブリーラム・ユナイテッド                                        | 19   |
| 2023-24  | タイ王国の旗                | スパチャイ・ジャイデッド                              | ブリーラム・ユナイテッド                                        | 21   |
| 2024-25  | ブラジルの旗                | ギリェルミ・ビッソーリ                                | ブリーラム・ユナイテッド                                        | 25   |